# Leto (boginja)
Letó (tudi Letoja, Letona) je v grški mitologiji boginja materinstva. Letó je mati in hči titanskega para Kojosa in Fojbe. Ker je z Zevsom zanosila dvojčka   Apolona in Artemido, jo je preganjala ljubosumna Hera, ki je za njo poslala zmaja Pitona, le ta jo je neusmiljeno zasledoval in preganjal. Letó ni smela na Herin ukaz sprejeti nobena dežela, nikjer ni smela počivati, dokler je ni nazadnje sprejel otok Ortigija, pozneje imenovan Delos. Tam je rodila. Njena otroka sta ji ostala ves čas zvesta in jo obranila pred Niobo in Titijem.